# Jörg Zander
Jörg Zander (ur. 15 lutego 1964 w Ratingen) – niemiecki dawny dyrektor zespołu Formuły 1 Brawn GP.

## Życiorys
Z Formułą 1 związany jest od sezonu 1996. W 1999 roku był jednym z projektantów bolidu Toyoty, a w 2005 Williamsa do którego dołączył w sierpniu. Z zespołu Williams odszedł 24 marca 2006 roku po siedmiu miesiącach współpracy. Do BMW Sauber dołączył 25 kwietnia 2006 roku. W 2006 był głównym projektantem BMW Sauber, z którego odszedł 10 lipca 2007 roku, a w 2007 Hondy. W 2008 został jej dyrektorem technicznym. Gdy zespół przekształcono w Brawn GP Zander utrzymał stanowisko. Miał duży udział w tworzeniu nowego bolidu. Z zespołu Brawn GP odszedł 19 czerwca 2009 roku. Od 2011 roku był dyrektorem technicznym zespołu Hispania Racing F1 Team, zastąpił na tym stanowisku Geoffa Willisa. Wbrew wcześniejszym zapowiedziom nie objął funkcji dyrektora technicznego w zespole Hispania Racing F1 Team. W 2014 roku dołączył do Audi w serii Deutsche Tourenwagen Masters.